# Ernestina Bendazzi Garulli
Ernestina Bendazzi Garulli (Nàpols, 18 d'abril de 1864 - Trieste, 12 de maig de 1931) fou una soprano italiana. Era filla del director d'orquestra Benedetto Secchi i la soprano Luigia Bendazzi.
Va començar la seva formació musical amb el seu pare i ben aviat va destacar com a cantant de concert. El 1884 va obtenir un gran èxit com a solista a l'Stabat Mater de Rossini al Teatro Constanzi de Roma. L'any següent, va debutar a l'escenari al Teatro Comunale de Trieste en el paper de Zerline a Fra Diavolo. També va interpretar Dinorah de Meyerbeer i Bianca da Cerbia d'Antonio Smareglia. Aquell mateix any va actuar al Teatro Comunale de Bolonya, on va cantar a Die Königin von Saba de Goldmark, Dinorah i Le Villi de Puccini. El desembre de 1885, va debutar a La Scala amb actuacions a Carmen de Bizet i Robert le Diable de Meyerbeer. El 1886, va tornar a La Scala per participar en l'estrena italiana de I pescatori di perle de Bizet. Posteriorment, durant la temporada 1886-1887, va ser convidada a actuar al Teatro San Carlo de Lisboa i al Teatre Kroll de Berlín.
El 1887 es va casar amb el tenor Alfonso Garulli, amb qui actuava sovint. El 1894 va actuar al Teatro Lirico de Milà i al Teatro Costanzi de Roma, a Manon, de Massenet. El 1902 va cantar al Teatro Politeama de La Spezia. El 1904 va fer una aparició al teatre d'Aix-les-Bains. Després de la seva jubilació, va ensenyar cant a Trieste.
Va actuar diverses temporades al Gran Teatre del Liceu de Barcelona. Així, per exemple, inaugurà la temporada 1887-1888, amb I pescatori di perle, i després cantà Giuditta, Der Freischütz, Mignon i Hamlet. La temporada 1892-1893 hi interpretà Mignon i Otello.